# 刘玉香
刘玉香（1975年10月11日—）是一名中国女子柔道运动员。她在2000年悉尼夏季奥林匹克运动会中，参加了女子柔道比赛并获得52公斤级铜牌。